# Thomas Littleton (juge)
Les tenures ont représenté une référence de l'éducation juridique pendant près de trois siècles et demi et sont toujours cités dans les tribunaux d'Angleterre et des Etats-Unis comme une autorité sur le droit féodal de l'immobilier
 (décembre 2017).
Si vous disposez d'ouvrages ou d'articles de référence ou si vous connaissez des sites web de qualité traitant du thème abordé ici, merci de compléter l'article en donnant les références utiles à sa vérifiabilité et en les liant à la section « Notes et références ».
Pour les articles homonymes, voir Littleton.
Sir Thomas Littleton (ou Lyttleton) (1422 - 23 août 1481) est un juge et écrivain anglais du XVe siècle.
Il a écrit un traité de droit sur les tenures.
Ce traité a représenté une référence de l'éducation juridique pendant près de trois siècles et demi, et est parfois cité dans les tribunaux d'Angleterre ou des Etats-Unis pour ce qui concerne le droit féodal de l'immobilier